# 7,62 KvKK 62
7,62 KvKK 62 (finska: 7,62 kevyt konekivääri 62; svenska: 7,62 lätt maskingevär 62) är en finsktillverkad lätt kulspruta, eller som det heter på finlandssvenska, lätt maskingevär. Vapnet konstruerades under slutet av 1950-talet och som togs i bruk 1962. Vapnet tillverkades vid Valmets fabrik i Tourula i 6 500 exemplar. Tekniken baseras på den tjeckoslovakiska kulsprutan ZB vz. 52 och fungerar enligt gasrekylprincipen. Ammunitionen är den samma som hos 7,62 RK 62 och AK-47, det vill säga  7,62 x 39 mm.
Till vapnets egenskaper hör bland annat det, att det saknar varbygel, vilket möjliggör att vapnet kan avfyras trots att personen bär tjocka vinterhandskar, men samtidigt ökar risken för vådaskott.
7,62 KvKK 62 har vissa brister, bland annat tenderar den att få eldavbrott, vikten är relativt hög och ergonomin dålig. Faktumet att vapnets pipa inte kan bytas ut gör även vapnet känsligt för överhettning. Generellt har vapnet ett dåligt rykte hos soldaterna. Till vapnets försvar kan man dock säga att det fungerar bättre med skarpa patroner än med lösa patroner, så dess otillförlitlighetsrykte kan till viss del vara oförtjänt. Trots att kulsprutan är relativt tung förorsakar den en kraftig rekylkänsla hos skytten, vilket beror på den dåliga viktbalanseringen och ergonomin. Till vapnets goda sidor hör dess träffsäkerhet. 
7,62 KvKK 62 håller på att ersättas i den finska försvarsmakten av den rysktillverkade kulsprutan PKM, som i finsk tjänst kallas för 7,62 KK PKM. Kulsprutan kommer att fortsättningsvis användas, men i mindre skala, för att omkring 2015–2020 ersättas av någon form av OCSW-vapen.